# Chad Wallach
Chad Arthur Wallach (né le 4 novembre 1991 à Yorba Linda, Californie, États-Unis) est un receveur des Angels de Los Angeles de la Ligue majeure de baseball.
Il est le fils de l'ancien joueur de baseball Tim Wallach.

## Carrière
Chad Wallach est réclamé par les Dodgers de Los Angeles au 43e tour de sélection du repêchage amateur de 2010, mais il ignore l'offre pour plutôt rejoindre les Titans de l'université d'État de Californie à Fullerton, et il signe son premier contrat professionnel avec les Marlins de Miami, qui le repêchent au 5e tour de sélection en 2013. Wallach commence sa carrière professionnelle dans les ligues mineures avec un des clubs affiliés des Marlins en 2013. Le 11 décembre 2014, Miami échange Wallach et le lanceur droitier Anthony DeSclafani aux Reds de Cincinnati contre le lanceur droitier Mat Latos.
Chad Wallach fait ses débuts dans le baseball majeur le 27 août 2017 avec les Reds de Cincinnati face aux Pirates de Pittsburgh.